# Osmitopsis
Osmitopsis, biljni rod iz porodice glavočika smješten u vlastiti podtribus Osmitopsidinae, dio tribusa Anthemideae. Postoji devet priznatih vrsta, sve su endemi iz Južnoafričke Republike
Podtribus je opisan 2007.

## Vrste
1. Osmitopsis afra (L.) K.Bremer
2. Osmitopsis asteriscoides (L.) Less.
3. Osmitopsis dentata (Thunb.) K.Bremer
4. Osmitopsis glabra K.Bremer
5. Osmitopsis nana Schltr.
6. Osmitopsis osmitoides (Less.) K.Bremer
7. Osmitopsis parvifolia Hofmeyr
8. Osmitopsis pinnatifida (DC.) K.Bremer
9. Osmitopsis tenuis K.Bremer

## Sinonimi
- Bellidiastrum Less.
- Bellidiopsis (DC.) Spach